# Alex Gagnon
Alex Gagnon, né en 1988, est un chercheur québécois en études littéraires et un essayiste. Son champ de spécialisation est la littérature québécoise, du XIXe siècle au XXIe siècle, de même que les questions d’épistémologie dans les études littéraires. Il emploie notamment le concept d’imaginaire social, qu'il a redéfini dans plusieurs publications.

## Éléments biographiques
Après des études à l’Université de Sherbrooke et à l’Université de Montréal, il a été chercheur postdoctoral à l’Université du Québec à Montréal et à l’Université de Paris 1 Panthéon-Sorbonne (2016-2018), à l'Université McGill (2018) et à l'Université Laval.

## Évaluation de l'œuvre
Le livre qu’il tire de sa thèse paraît en 2016 dans la collection « Socius » des Presses de l'Université de Montréal sous le titre La communauté du dehors. Imaginaire social et crimes célèbres au Québec (XIXe – XXe siècles). Il reçoit plusieurs prix. Le jury du prix Gabrielle-Roy 2016 justifie ainsi sa décision : « Cet ouvrage présente une étude inédite qui retrace avec brio la présence de crimes célèbres qui ont marqué l’imaginaire populaire du Québec et qui sont apparus de façon régulière dans la littérature québécoise de la fin du XIXe siècle et du début du XXe siècle. Par son ouvrage, Alex Gagnon retrace avec rigueur la généalogie d’une série de crimes depuis la trace des événements dans les journaux de l’époque jusqu’aux multiples représentations littéraires dont ils ont fait l’objet. […] En ce sens, la portée de l’ouvrage dépasse la seule étude littéraire et propose, dans une perspective historique, une véritable réflexion anthropologique du traitement de la mémoire du crime dans la société québécoise et de son intégration à l’imaginaire collectif . » Dominique Kalifa souligne l'intérêt de l'ouvrage dans le magazine L'histoire.
Quelques mois après la parution de ce livre, il en fait paraître un autre, Nouvelles obscurités. Lectures du contemporain. Il y rassemble quelques-unes de ses collaborations au blogue Littéraires après tout. Dans Le Devoir, Louis Cornellier écrit que, dans ce livre, « Alex Gagnon réussit le tour de force d’exploiter des théories littéraires savantes dans un style élégant et accessible. En passant au crible de son analyse du discours social le sens du vote, la démocratie représentative et la tentation cynique en politique, l’essayiste jette une lumière originale sur les obscurités de notre époque ».

## Publications

### Livres
- La communauté du dehors. Imaginaire social et crimes célèbres au Québec (XIXe – XXe siècles), Montréal, Presses de l’Université de Montréal, coll. « Socius », 2016, 492 p.  (ISBN 978-2-7606-3687-3)
- Nouvelles obscurités. Lectures du contemporain, Montréal, Del Busso éditeur, 2016, 228 p.  (ISBN 978-2-924719-02-2)
- Les métamorphoses de la grandeur. Imaginaire social et célébrité au Québec (de Louis Cyr à Dédé Fortin), Montréal, Presses de l’Université de Montréal, coll. « Socius », 2020, 575 p.  (ISBN 978-2-7606-4306-2)

### Direction de numéro de revue et de livre
- « Sorcières et sorciers. Figures d’un pouvoir clandestin », MuseMedusa, no 5, 2017.  (ISSN 2369-3045)
- Micheline Cambron, Myriam Côté et Alex Gagnon (sous la dir. de), Les journaux québécois d’une guerre à l’autre. Deux états de la vie culturelle au Québec au XXe siècle, Québec, Codilleur éditeur, coll. «CRILCQ Premières approches», 2018, 380 p.  (ISBN 978-2-924446-05-8)
- Pierre Hébert, Bernard Andrès et Alex Gagnon (sous la dir. de), Atlas littéraire du Québec, Montréal, Fides, 2020, 500 p.  (ISBN 9782762141245)

### Articles et chapitres de livres (sélection)
- « Institution du savoir et construction de la valeur dans Voix et images. Éléments pour une épistémologie de l’histoire littéraire », Mémoires du livre / Studies in Book Culture, vol. 4, no 1, automne 2012.
- « Crimes littéraires et transactions discursives. Les Mystères de Montréal et le récit national », dans Marie-Ève Thérenty (dir.), Les mystères urbains au prisme de l’identité nationale, Médias 19, 2013.
- « Carré rouge sur fond noir. Le politique comme volonté et représentation », dans Nicholas Giguère et Dominique Hétu (dir.), Action radicale, sujet radical : racines, représentations, symboles et créations / Radical Action, Radical Subject : Roots, Representations, Symbols and Creations, Sherbrooke, Les éditions Université de Sherbrooke, 2015, p. 27-40
- « Texte textile. Scène d’énonciation et poétique de la surimpression dans Brelin le frou de Gisèle Prassinos », dans François Guiyoba (dir.), Littérature médiagénique. Écriture, musique et arts visuels, Paris, L’Harmattan, coll. « Logiques sociales », 2015, p. 111-127.
- « Cage de fer, cage de verre. “La Corriveau” : genèse et transformations d’une légende québécoise », dans Émeline Jouve, Aurélie Guillain et Laurence Talairach-Vielmas (dir.), L'acte inqualifiable, ou le meurtre au féminin / Unspeakable Acts: Murder by Women, Peter Lang, 2016, p. 67-88.  (ISBN 9782875743640)  (ISBN 9783035266405)  (ISBN 9782807600164)
- « La scénarisation de sa propre mort. La régularité suicidaire dans les enquêtes du coroner au Québec (1925-1980) », Déviance et société, vol. 41, no 3, septembre 2017, p. 481-502. Avec Isabelle Perreault.
- « Mémoire traumatique et mémoire collective dans Kamouraska », Voix et images, no 125, hiver 2017, p. 137-150.  (ISSN 0318-9201)
- « Des flambeaux et des silhouettes. Nuit, ville, crime et insécurité à Québec (1820-1845) », Revue d’histoire de l’Amérique française, vol. 70, no 3, hiver 2017, p. 31-54.
- « Archéologie de la “bande de Chambers”. Récits de meurtre, littérature et espace public au Québec (1837-1844) », @nalyses, vol. 12, no 1, hiver 2017, p. 103-126.
- « Pour une histoire de l’imaginaire social. Synthèse théorique autour d’un concept », Sociologie et sociétés, vol. 51, no 1-2, printemps-automne 2019, p. 323-348.
- « La France malade et ses récits : ‘‘Islamisation’’ de la société et ‘‘radicalisation’’ de l’individu dans cinq romans français contemporains (2012-2016) », Études françaises, vol. 55, no 1,‎ 2019, p. 137-159 (lire en ligne).

## Distinctions
- 2016 - Prix Gabrielle-Roy de l’Association des littératures canadiennes et québécoise (ALCQ) pour La communauté du dehors. Imaginaire social et crimes célèbres au Québec
- 2016-2017 - Prix de l’Association des professeur.e.s de français des universités et collèges canadiens (APFUCC) 2016-2017 pour La communauté du dehors. Imaginaire social et crimes célèbres au Québec
- 2017 - Lauréat de mai 2017 du concours Étudiants-chercheurs étoiles des Fonds de recherche du Québec (FRQSC) pour La communauté du dehors. Imaginaire social et crimes célèbres au Québec[9]
- 2017 - Prix de l’Association canadienne des études francophones du XIXe siècle pour La communauté du dehors. Imaginaire social et crimes célèbres au Québec
- 2017 - Prix Alphonse-Desjardins du Salon du livre de l'Estrie pour Nouvelles obscurités. Lectures du contemporain[10]
- 2017 - Prix Jean-Éthier-Blais de la Fondation Lionel-Groulx pour La communauté du dehors. Imaginaire social et crimes célèbres au Québec, ex æquo avec Frédéric Rondeau[11]
- 2018 - Prix du Canada en sciences humaines et sociales de la Fédération des sciences humaines du Canada pour La communauté du dehors. Imaginaire social et crimes célèbres au Québec[12]
- 2018 - Grand prix du livre de la ville de Sherbrooke, catégorie essai, pour La communauté du dehors. Imaginaire social et crimes célèbres au Québec[13]
- 2020 - Finaliste du Prix Gabrielle-Roy de l’Association des littératures canadiennes et québécoise (ALCQ) pour Les métamorphoses de la grandeur. Imaginaire social et célébrité au Québec (de Louis Cyr à Dédé Fortin)[14].